# Tärnskär
För andra betydelser, se Tärnskär (olika betydelser).
Tärnskär är ett långsmalt skär ca två sjömil sydöst om Långviksskär i Värmdö kommun. Skäret är nästan en kilometer långt och som mest drygt hundra meter brett vilket gör det till en anmärkningsvärt stor ö så långt ut i havsbandet. Skäret är lågt och kalt med sparsam men artrik vegetation i skyddade skrevor. Skäret är en viktig fågellokal, inte bara för sjöfågel, utan även för vadarfåglar som finner föda i de talrika hällkaren.

## Bilder

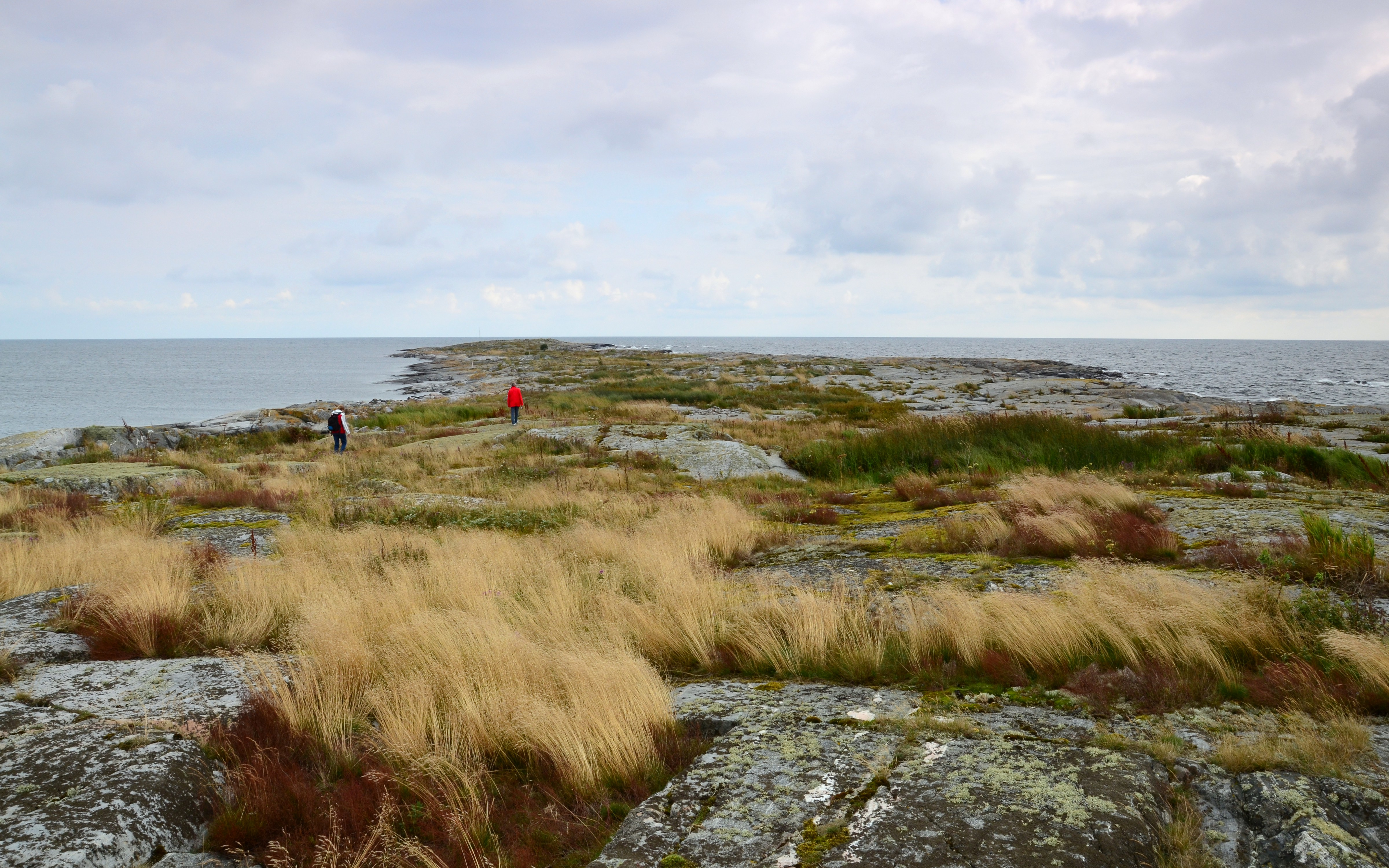
Utsikt över Tärnskär från dess högsta punkt.
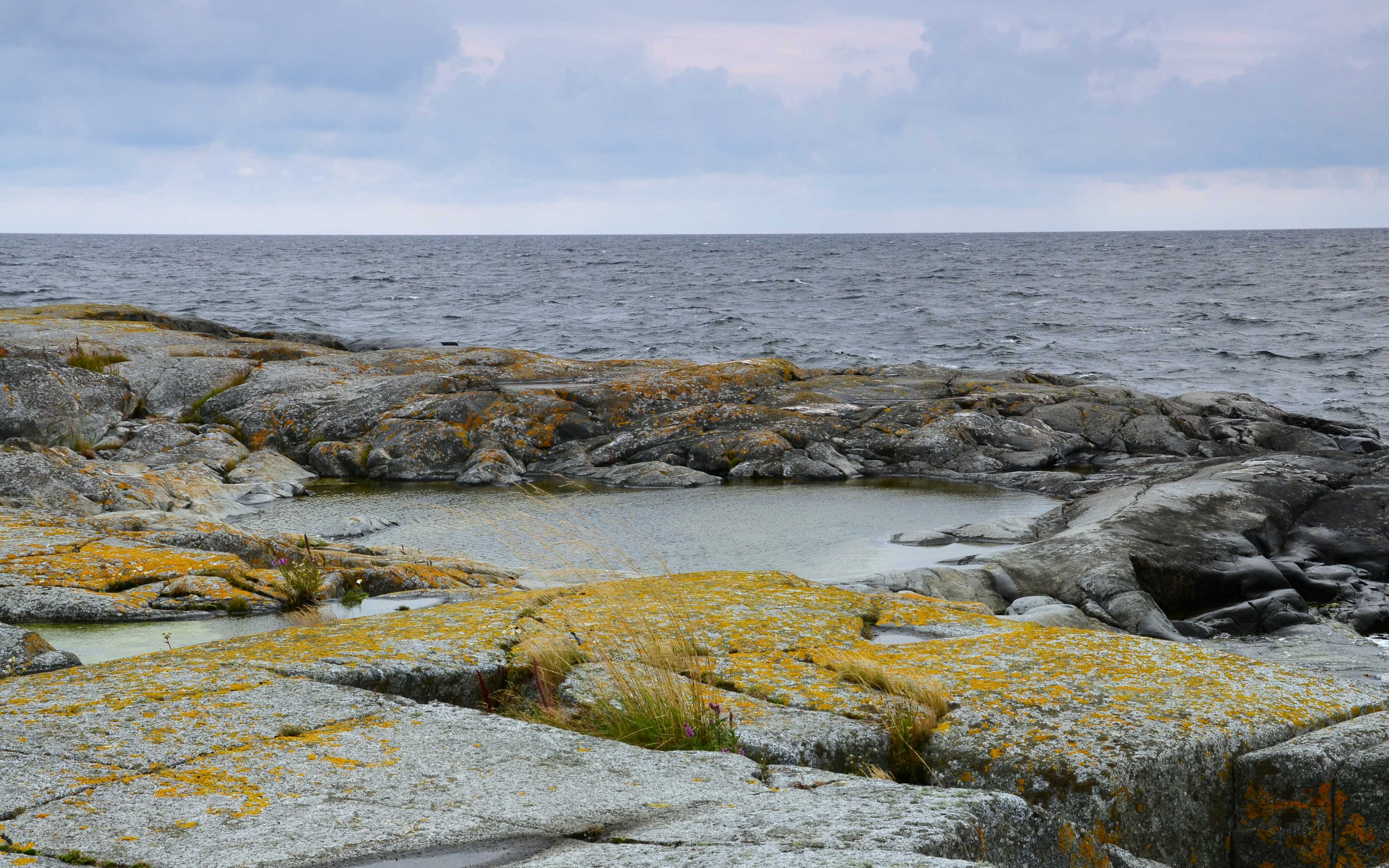
Utmärkande för Tärnskär är de många hällkaren.
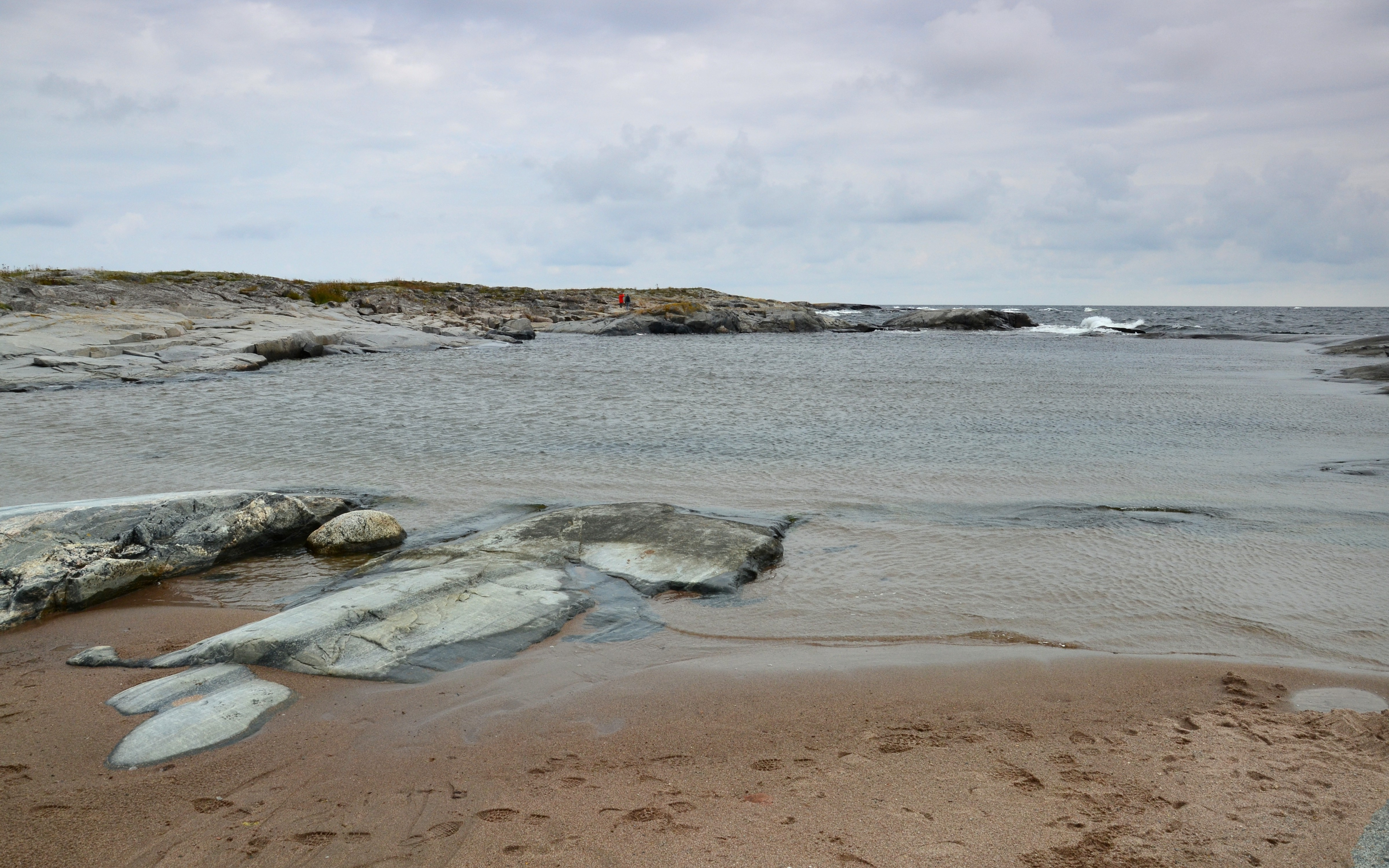
På södra sidan finns en liten lagun med en sandstrand.
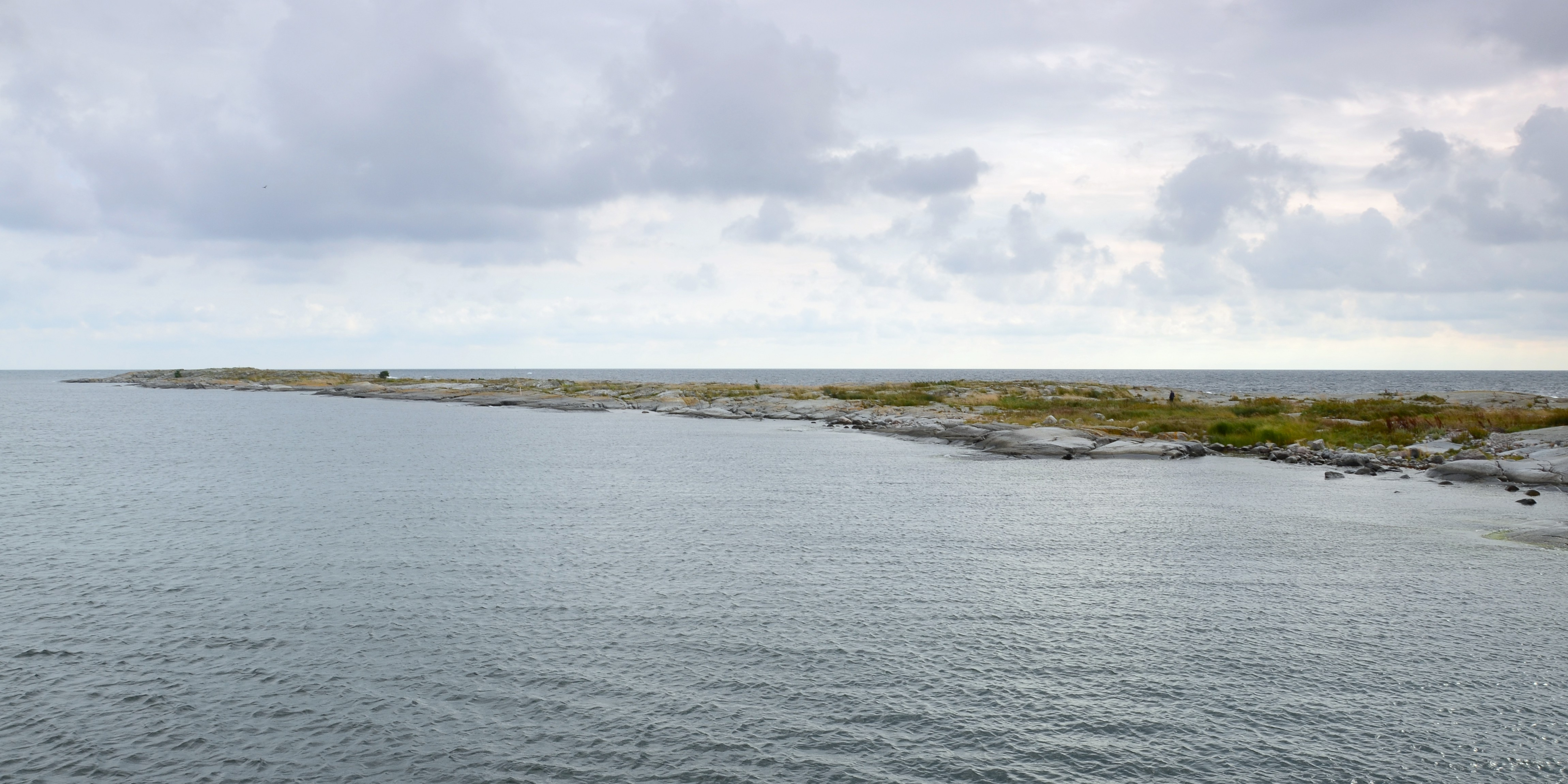
Tärnskär sett från nordost.